# Fontanes (Lot)
Fontanes is een gemeente in het Franse departement Lot (regio Occitanie) en telt 433 inwoners (2005). De plaats maakt deel uit van het arrondissement Cahors.

## Geografie
De oppervlakte van Fontanes bedraagt 16,8 km², de bevolkingsdichtheid is 25,8 inwoners per km².

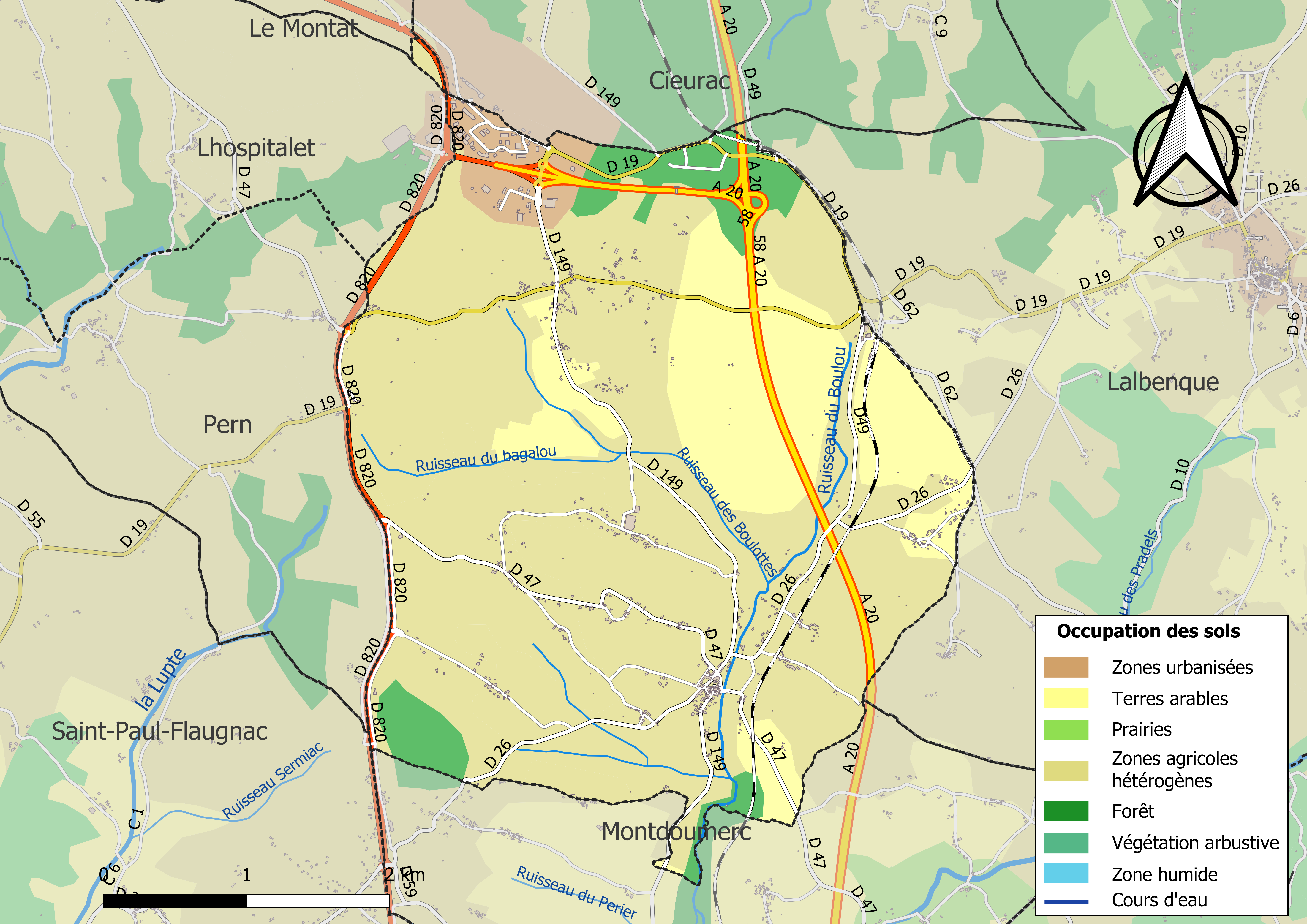
Kaart van de gemeente met de belangrijkste infrastructuur, bodemgebruik en omliggende gemeenten

## Verkeer
Het spoorwegstation Lalbenque - Fontanes ligt net buiten de gemeentegrens met Lalbenque

## Demografie
Onderstaande figuur toont het verloop van het inwonertal (bron: INSEE-tellingen).